# 上泰爾薩
47°41′38″N 36°5′16″E / 47.69389°N 36.08778°E
上泰爾薩（羅馬化：Verkhnia Tersa）是位於烏克蘭南部扎波羅熱州波洛希區沃茲德維日夫卡市鎮的村莊。該村始建於1868年，面積2.52平方公里，海拔高度144米，2001年人口920，人口密度每平方公里365.1人。